# Venöse okklusive Leberkrankheit
Die Venöse okklusive Leberkrankheit  ist eine Form der Veno-occlusive disease oder VOD in der Leber. Sie ist die Folge eines (inkompletten) Verschlusses der kleinen Lebervenen. Sie zeigt sich ähnlich einem Leberversagen mit Aszites, Lebervergrößerung und Anstieg des Bilirubinspiegels im Blut.
Synonyme sind: Stuart-Bras-Syndrom; englisch Hepatic sinusoidal obstruction syndrome; SOS
Die Erstbeschreibung stammt aus dem Jahre 1920 durch Frederick C. Willmot und George W. Robertson bei einer Greiskräuter-Vergiftung. Die Namensbezeichnung bezieht sich auf die Hauptautoren einer Publikation aus dem Jahre 1954 durch Kenneth L. Stuart und Gerrit Bras.

## Vorkommen und Ursachen
Die Häufigkeit wird mit 1–5 auf 10.000 angegeben.
Die Erkrankung tritt meist als Komplikation einer höher dosierten Zytostatikabehandlung auf.
Ursächlich ist häufig das Medikament Actinomycin D. Andere mögliche Auslöser sind hochdosierte Bestrahlung der Leber, Lebertransplantation oder pflanzliche Alkaloide wie Pyrrolizidinalkaloide beispielsweise in kontaminierten Tees.
Anscheinend führt eine Schädigung der Endothelzellen der Lebersinusoide zu nicht-thrombotischen Verschlüssen der Lebervenen durch Ödembildung.
Ferner gibt es eine seltene Kombination mit Immunschwäche Lebervenen-Verschlusskrankheit – Immunschwäche (hepatic veno-occlusive disease with immunodeficiency). Zugrunde liegen hier Mutationen im SP110-Gen auf Chromosom 2 an Genort q37.1.
Die Häufigkeit wird angegeben mit 5 % bis zu 60 % bei Kindern nach einer Stammzelltransplantation. Die Krankheit ist aber nicht auf diese Patientengruppe beschränkt, sondern kann auch unter der Behandlung von Tumoren wie Wilms-Tumor, Neuroblastom oder Rhabdomyosarkom auftreten.
Deutlich seltener ist ein VOD in der Lunge. Sie kann auch im Zusammenhang mit dem Antisynthetase-Syndrom auftreten.

## Klinische Erscheinungen
Typische Hinweise sind Gewichtszunahme, gespannter Bauchumfang mit Aszites, schmerzhafte Lebervergrößerung, Bilirubinanstieg und häufig auch Nierenversagen.
Hinzu können Gerinnungsstörungen und hepatische Enzephalopathie kommen.

## Diagnostik
Der Verdacht kann mittels Dopplersonographie der Pfortader erhärtet oder ausgeschlossen werden. Es kommen sowohl der Farbdoppler als auch ein gepulster Doppler zur Anwendung.
Bei der VOD finden sich je nach Schweregrad der Erkrankung
- eine Verminderung des normalerweise triphasischen Flusses der Lebervenen,
- ein aufgehobener Vorwärtsfluss der Pfortader,
- eine Flussumkehr mit hepatofugalem (aus der Leber heraus gerichtetem) Flussmuster.

Mit zunehmender Flussumkehr erhöht sich gleichzeitig der arterielle Einstrom in die Leber.

## Differentialdiagnostik
Abzugrenzen sind akute oder chronische Leberkrankheiten anderer Ursache, eine Graft-versus-Host-Reaktion und schwere Infektionen.
Abzugrenzen ist ferner das Budd-Chiari-Syndrom, das nicht die kleinen, sondern die großen Lebervenen betrifft und als Nebenwirkung des Medikamentes Tioguanin auftreten kann.

## Behandlung und Prognose
Eine direkte kausale Behandlung ist nicht bekannt, gerinnungshemmende Medikamente kommen regelmäßig zur Anwendung, bei rascher Diagnostik ist eine Befundbesserung möglich. Das Medikament Defibrotid kann hilfreich sein.
Das Ausmaß und der Verlauf der Erkrankung sind individuell unterschiedlich. Schwere Verläufe können zum Multiorganversagen führen.